# Kovnica novca Siscia
Kovnica novca u Sisciji (današnji Sisak) bila je jedna od službenih kovnica novca u Rimskom Carstvu, a u jednom trenutku i glavna kovnica 
rimskog carskog novca.
U III. stoljeću posebno nemirni dio Rimskoga carstva bilo je Podunavlje gdje su posljedično bile zbog čestih vojnih operacija bile stacionirane znatne rimske vojne snage. Kako bi se vojsci osigurala redovita plaća, na odgovarajući se mjestima, a koja nisu bila daleko od vojnih operacija osnivala rimske carske kovnice. U takvim uvjetima kovnicu je utemeljio 262. godine car Galijen kako bi osigurao novac za financiranje vojno-obrambenih potreba ugroženih rimskih granica. Tijekom samostalne vladavine cara Galijena (260. – 268.) rimska je državna uprava uz pomoć osoblja iz rimske kovnice otvorila kovnicu antoninijana. Kovnica je s (manjim prekidima) radila preko 160 godina.
U početku u kovnici Siscija rade dvije kovničke radionice (officine) kujući pretežito brončani novac (antoninijanus) te nešto zlatnika (aureus) s natpisom SISCIA AVG (ili samo SI) i personifikacijom grada na reversu. Klaudije II. (gotski) (268. – 270.) nastavio je s kovanjem antoninijana i zlatnika i otvorio još dvije oficine. Takvu praksu nastavlja i car Aurelijan (270. – 275.) te otvara još tri oficine (tako da se broj kovničkih radionica popeo na ukupno 7), kako bi iskovao dovoljno novca za financiranje vojnih pohoda i obrane granica od napada barbarskih plemena.
Najveći tehnološki i umjetnički uspon kovnica u Sisciji je doživjela za cara Proba (276. – 281.) koji je novcu dao istočne karakteristike i grčke oznake. U tom periodu Siscija je bila glavna kovnica Rimskog Carstva pa u njoj i dalje radi sedam officina. Nakon cara Proba broj officina se smanjuje, kao i veličina emisija i kvaliteta novca, a što je najvjerojatnije posljedice ratnih prilika i razaranja tijekom građanskog rata početkom IV. stoljeća kada poslije Dioklecijanove abdikacije često prelazi iz ruke u ruku različitih pretendenata na njegovo prijestolje.
Reformom novčanog sustava koju je proveo car Dioklecijan, kovnica Siscija najviše kuje srebrne argenteuse i posrebrene follise s preciznom oznakom kovnice u odsječku na zadnoj strani (egzerg). Novac iskovan u Sisciji može se prepoznati po svom posebnom stilu a od 271. godine i po službenoj kovničarskoj oznaci SMS (lat. Sacra Moneta Sisciensis) a kasnije i po oznaci SIS.
Siscia je jedna od rijetkih carskih kovnica koju je bilo moguće prilično točno locirati jer su arheološkim sondiranjima u koritu rijeke Kupe (lat. Colapis) najvjerojatnije pronađeni njeni ostatci. Na tom su mjestu prije pronađeni kalupi za kovanje i brojne kovne pločice.
Iz analize pojedinačnih i skupnih nalazaka antičkog novca može se zaključiti da je u svakodnevnom opticaju na nekom području najveću ulogu imao novac iskovan u kovnici koja je bila u najvećoj blizini.  Tako je i novac koji se kovao u Sisciji bio vrlo značajan za financiranje fortifikacije i obrane istočnog limesa pa je zbog toga u to vrijeme kovnica Siscija bila najvažnija, najkvalitetnija i najproduktivnija kovnica u carstvu. Njeni novci su gotovo redovito bili znatno kvalitetniji od novaca kovanog u rimskoj kovnici. Novac koji je iskovan u kovnici Siscija kolao je po cijelom Rimskom Carstvu, a siscijski zlatni novac je prodirao i daleko izvan granica carstva npr. do Skandinavije na sjeveru i Indije na jugu.
Najveće su bile emisije velikog brončanog novca koji su na legendama stražnje strane imale natpise VENVS VICTRIX, REPARATIO REIPVB, PROVIDENTIAE AVG, GLORIA ROMANORVM itd. Tijekom vladavine cara Konstantina i njegovih nasljednika, čest motiv na stražnjoj strani bila su vrata vojnog logora i natpis PROVIDENTIAE CAESS ili AVG, sugerirajući kako se carska vlast s vojnom silom i utvrđenim vojnim logorima i gradovima brine za sigurnost stanovništva.
Takav novac kuje se u ime cara Konstantina Velikog (272. ili 273. – 337.) i njegovih sinova Krispusa i Konstantina II.
Kovnica radi do početka V. stoljeća kada zbog borbi za vlast, barbarskih provala te nestašice zlata i srebra rad siscijske kovnice godine 413. gotovo zamire da bi kao službena kovnica rimskoga carstva definitivno zatvorena za vrijeme vladavine cara Honorija (393. – 423.).
Za sve kršćane je vrlo značajno da je baš na ovim novcima iz našeg Siska 319. godine iskovan po prvi put kristogram kao ukras na kacigi Konstantina Velikog.
Valja napomenuti da je između 494./495. i 504./505. u Sisciji djelovala i istočnogotska kovnica novca u kojoj su kovane tremise tijekom vladavine kralja Teodorika (489. – 526.). Taj se novac kovnici Siscija pripisuje na osnovu stilskih obilježja.

## Vanjske poveznice
- Zbirka novca iz razdoblja kovnice Siscija u Gradskom muzeju u Sisku
- Fotogalerija: Vodostaj Kupe kod Siska pao i otkrio pravo arheološko blago iz doba Rima - kovnicu novca